# Lucas Poppinga
Lucas Poppinga (Koudum, 4 april 1895 - Norg, 27 oktober 1979) was een Nederlands politicus van de Anti-Revolutionaire Partij.
Poppinga werd geboren in Koudum als zoon van Jan Poppinga en Dieuwke Hoogeboom. Hij is voornamelijk bekend als burgemeester van een aantal Friese steden. Hij was achtereenvolgens burgemeester van Stavoren (1921-1930), het Bildt (1930-1937) en Sneek (1937-1945). Een van de meest tastbare herinneringen aan het burgemeesterschap in Sneek is het Fries Scheepvaart Museum, dat op aandringen van Poppinga werd gesticht. Zijn ambt in Sneek werd echter tussen 1941 en 1945 uitgeoefend door Jacob Schut, die namens de Seyss-Inquart was aangesteld als burgemeester. 
Het graf van Lucas Poppinga bevindt zich op de Algemene Begraafplaats van Heemstede.